# Polsat
A Polsat egy lengyelországi országos, földfelszíni, kereskedelmi televíziós csatorna. 1992. december 5-én délután fél 5-kor indult az adása műholdas adóként, mielőtt 1993. október 5-én a Lengyel Nemzeti Műsorszóró Tanács hivatalos engedélyt adott volna a földfelszíni vételhez, amely 1994. január 27-én következett be. Ennek köszönhetően a Polsat lett az első csatorna, amely megtörte a TVP évtizedekig tartó monopóliumát. A csatorna a Zygmunt Solorz-Żak által tulajdonolt Grupa Polsat Plus része. Jellege általános szórakoztató.

## Átvett műsorok
| Címe                                       | Eredeti változat               | Típus                    | Hazai változat (ha van)                 | Epizódok száma | Év               |
| ------------------------------------------ | ------------------------------ | ------------------------ | --------------------------------------- | -------------- | ---------------- |
| Bar                                        | The Bar                        | valóságshow              | Bár                                     | ?              | 2002-2004        |
| Celebrity Splash!                          | Celebrity Splash!              | valóságshow              | nincs                                   | 10             | 2015             |
| Chciwość czyli Żądza Pieniądza             | Greed                          | vetélkedő                | nincs                                   | ?              | 2001             |
| Dancing with the stars. Taniec z gwiazdami | Dancing with the Stars         | valóságshow              | Szombat esti láz Dancing with the Stars | 120            | 2014-            |
| Design Dream. Pojedynek na wnętrza         | Design Dream                   | valóságshow              | nincs                                   | 6              | 2021-            |
| Fabryka gwiazd                             | Star Academy                   | tehetségkutató           | Star Academy                            | ?              | 2008             |
| Farma                                      | The Farm                       | valóságshow              | Farm                                    | 30             | 2022-            |
| Fear Factor – Nieustraszeni                | Fear Factor                    | valóságshow              | A Rettegés foka                         | 9              | 2004             |
| Got to Dance. Tylko taniec                 | Got to Dance                   | tehetségkutató           | nincs                                   | ?              | 2012-2014        |
| Grasz czy nie grasz                        | Deal or No Deal                | vetélkedő                | Áll az alku                             | 67             | 2005-2007        |
| Gwiezdny cyrk                              | Celebrity Circus               | valóságshow              | nincs                                   | 8              | 2008             |
| Hell's Kitchen. Piekielna Kuchnia          | Hell's Kitchen                 | valóságshow              | nincs                                   | ?              | 2014-2016, 2022- |
| I kto tu rządzi?                           | Who's the Boss?                | vígjáték                 | nincs                                   | ?              | 2007-2008        |
| Idol                                       | Pop Idol                       | tehetségkutató           | Megasztár nem hivatalosan               | 110            | 2002-2005, 2017  |
| Idź na całość                              | Let's Make a Deal              | vetélkedő                | Zsákbamacska                            | ?              | 1997-2001        |
| Jak oni śpiewają                           | Soapstar Superstar             | tehetségkutató           | nincs                                   | ?              | 2007-2009        |
| Just the Two of Us. Tylko nas dwoje        | Just the Two of Us             | tehetségkutató           | nincs                                   | 8              | 2010             |
| Kuchnia                                    | Igen, Séf                      | vígjáték                 | A Séf meg a többiek                     | 20             | 2021-            |
| Love Island. Wyspa miłości                 | Love Island                    | valóságshow              | Love Island                             | 215            | 2019-            |
| Ludzie Chudego                             | Los hombres de Paco            | vígjáték                 | Jófiúk                                  | ?              | 2010-2011        |
| Miodowe lata Całkiem nowe lata miodowe     | The Honeymooners               | vígjáték                 | nincs                                   | ?              | 1998-2004        |
| Moment prawdy                              | The Moment of Truth            | vetélkedő                | Az igazság ára                          | ?              | 2009-2010        |
| Must Be the Music. Tylko muzyka            | Must Be the Music              | tehetségkutató           | nincs                                   | 115            | 2011-2016        |
| My3                                        | Iedereen K3                    | sorozat                  | nincs                                   | ?              | 2017-            |
| Nasz nowy dom                              | Extreme Makeover: Home Edition | valóságshow              | Újratervezés                            | ?              | 2013-            |
| Ninja Warrior Polska                       | Sasuke                         | vetélkedő                | Ninja Warrior Hungary                   | 42             | 2019-            |
| Piramida                                   | Pyramid                        | vetélkedő                | nincs                                   | ?              | 1997-1999        |
| Quizmania                                  | Quizmania                      | vetélkedő                | nincs                                   | ?              | 2006             |
| Rosyjska ruletka                           | Russian Roulette               | vetélkedő                | nincs                                   | 145            | 2002-2004        |
| Strzał w 10                                | Power of 10                    | vetélkedő                | nincs                                   | 25             | 2008-2009        |
| SuperDzieciak                              | Super Kids                     | tehetségkutató           | nincs                                   | ?              | 2015             |
| Supermodelka Plus Size                     | Curvy Supermodel               | valóságshow              | nincs                                   | ?              | 2017-            |
| Ślad                                       | Sled                           | krimisorozat             | nincs                                   | ?              | 2018-            |
| Śpiewajmy razem. All Together Now          | All Together Now               | valóságshow              | nincs                                   | 16             | 2018-2019        |
| The Brain. Genialny umysł                  | The Brain                      | vetélkedő/tehetségkutató | nincs                                   | ?              | 2017-            |
| The Four Bitwa o sławę                     | The Four                       | tehetségkutató           | nincs                                   | ?              | 2020             |
| Top Chef                                   | Top Chef                       | valóságshow              | nincs                                   | ?              | 2013-            |
| Twoja twarz brzmi znajomo                  | Your Face Sounds Familiar      | valóságshow              | Sztárban sztár                          | 165            | 2014-            |
| World of Dance Polska                      | World of Dance                 | tehetségkutató           | nincs                                   | 10             | 2018             |
| Wyspa przetrwania                          | Survivor                       | valóságshow              | Survivor - A sziget                     | 10             | 2017             |
| Życiowa szansa                             | It's Your Chance of a Lifetime | vetélkedő                | Most vagy soha                          | ?              | 2000-2002        |
| Milionerzy                                 | Who Wants To Be a Millionaire? | vetélkedő                | Legyen Ön is milliomos!                 |                | 2025-            |

## Külső hivatkozások
- Hivatalos weboldal